# Sexto Élio Cato
Sexto Élio Cato (em latim: Sextius Aelius Catus) foi um senado romano da gente Élia eleito cônsul em 4 d.C.. Cato provavelmente era descendente de Sexto Élio Peto Cato, cônsul em 198 a.C. e censor em 194 a.C., ou de Quinto Élio Tuberão, cônsul em 11 a.C.. Cato é conhecido por ter sido pai de Élia Pecina, a segunda esposa do imperador Cláudio, e pai adotivo de Lúcio Élio Sejano.

## Carreira
Cato foi eleito cônsul em 4 a.C.. No mesmo ano, recebeu um comando militar na Mésia, onde conduziu cerca de 50 000 getas até o sul do Danúbio depois de uma campanha militar na Dácia, ocupando uma parte da futura Mésia Superior, a Trebália. Alguns historiadores modernos defendem que Cato foi governador da Macedônia e da Mésia entre 2 e 4 ou, com menor probabilidade, entre 8 e 11. É improvável que uma campanha militar deste tipo tenha sido realizada depois do desastre de Varo, em 9, ao qual se seguiu uma completa reorganização de toda a fronteira do Reno e do Danúbio.

## Família
Depois disto, Cato adotou Lúcio Seio, filho do equestre e prefeito do pretório Lúcio Seio Estrabão, que adotou o nome de Lúcio Élio Sejano. Sejano também foi prefeito do pretório, comandando a Guarda Pretoriana de Tibério. Depois que o imperador se retirou para a ilha de Capri, Sejano passou a ser o imperador de facto em Roma. Élia Pecina, filha de Cato, se casou com o futuro imperador Cláudio por ordem de Tibério e o relacionamento durou de 28 até 31, quando Sejano caiu em desgraça e Cláudio se divorciou. O único neto conhecido de Cato é a filha dos dois, Cláudia Antônia, nascida em 30.